# مارسين ويتشاري
مارسين ويتشاري (بالبولندية: Marcin Wichary) مواليد 17 فبراير 1980 في زابجه، هو لاعب كرة يد بولندي يلعب كحارس مرمى. يلعب حاليا مع نادي فيسوا بوتسك لكرة اليد ويحمل الرقم 12. مثل منتخب بولندا لكرة اليد. شارك في دورة الألعاب الأولمبية الصيفية سنة 2008. حقق المركز الثالث في بطولة العالم لكرة اليد للرجال 2015.

## سجل المنافسة
شارك في البطولات التالية:
- بطولة العالم لكرة اليد للرجال 2015
- بطولة أوروبا لكرة اليد للرجال 2012

## الميداليات
| الميدالية | المسابقة                           |
| --------- | ---------------------------------- |
| برونزية   | بطولة العالم لكرة اليد للرجال 2015 |

## روابط خارجية
- مارسين ويتشاري على موقع الاتحاد الأوروبي لكرة اليد (الإنجليزية)
- مارسين ويتشاري على موقع أوليمبيديا (الإنجليزية)